# Joseph Rumshinsky
Joseph Rumshinsky, także Józef Rumszyński (ur. 1879 w Wilnie, zm. 6 lutego 1956 w Nowym Jorku) – amerykański kompozytor pochodzenia żydowskiego.

## Życiorys
W 1899 w Łodzi był założycielem chóru w ramach Żydowskiego Towarzystwa Muzycznego i Literackiego „Hazomir” w Łodzi gdzie pracował jako dyrygent, aranżując pieśni ludowe oraz oratoria Haydna, Haendla i Mendelssohna. Studiował z polskim muzykiem Henrykiem Meltzerem w warszawskim konserwatorium.
W 1919 roku zaczął pracować w teatrze Kessler Second Avenue Theater w dzielnicy teatrów żydowskich w Nowym Jorku. Jako kompozytor pracował w Nowym Jorku przez ponad 40 lat. Wydał swoje wspomnienia w 1944 roku pod tytułem Klangen fun mayn lebn. Skomponował operę Ruth, którą napisał w języku hebrajskim.